# Albert Lantenois
Pour les articles homonymes, voir Lantenois.
 (août 2017).
Si vous disposez d'ouvrages ou d'articles de référence ou si vous connaissez des sites web de qualité traitant du thème abordé ici, merci de compléter l'article en donnant les références utiles à sa vérifiabilité et en les liant à la section « Notes et références ».
Albert Lantenois (né le 24 août 1871 à Tourteron - décédé le 22 mai 1949 à Reims) est un écrivain français.

## Biographie
Secrétaire d'inspection d'académie à Bar-le-Duc, ancien instituteur, Albert Lantenois passe les examens de commis d'inspection d'académie, puis de secrétaire d'inspection d'académique ; sa carrière s'achève en 1927 à Bar le Duc où son épouse exerçait les fonctions de directrice d'école normale annexe.
Au sein de l'association des secrétaires d'inspection académique, il mena le combat pour relever le niveau professionnel et améliorer la situation matérielle du personnel des inspections académiques. Les cours qu'il organisa pour la préparation du concours remportèrent le succès. 
Pour faciliter la tache de ses collègues et renseigner les instituteurs sur la jurisprudence scolaire, il publiait chaque semaine, dans le journal des instituteurs et des institutrices, un guide administratif, ainsi que des Études documentaires et de nombreux articles signés Paul Brécy.
Il entreprit de codifier cette législation et la librairie Nathan édita son gros ouvrage : Ce que l'instituteur doit savoir, guide administratif pratique, bourré de directives et de conseils, connu bientôt sous le nom du « code Lantenois ». Cet ouvrage, où les questions de législation étaient exposées d'une manière originale, connut de nombreuses éditions. Tous les administrateurs en firent leur livre de chevet et un grand nombre d'instituteurs l'achetèrent pour leur bibliothèque. Albert Lantenois le compléta par deux autres volumes : Ce que l'instituteur doit faire et Ce que le délégué cantonal doit savoir. Ces trois ouvrages firent autorité et étaient fréquemment consultés.[réf. nécessaire]

## Distinctions
- Officier d'académie 1905
- Officier de l'instruction publique 1913
- Médaillé d'argent de la mutualité 1923
- Chevalier de la légion d'honneur 1929